# Saeed Hizam
Saeed Hizam (Arabic:سعيد حزام) (sinh ngày 20 tháng 3 năm 1998) là một cầu thủ bóng đá người Các Tiểu vương quốc Ả Rập Thống nhất. Hiện tại anh thi đấu cho Al Jazira.